# De jongen met de klompvoet
De jongen met de klompvoet (Frans: Le Pied-bot) is een schilderij van José de Ribera uit 1642. Het is een van de bekendste werken van deze Spaanse schilder, die voornamelijk in Napels actief was. Sinds 1869 maakt het werk deel uit van de collectie van het Louvre in Parijs.

## Voorstelling
Op dit monumentale portret kijkt een bedelaar met een misvormde voet de toeschouwer met een grijns aan. Hij gaat gekleed in eenvoudige bruine kleren en hij heeft zijn kruk over zijn schouder geslagen, alsof een soldaat met zijn geweer poseert. In zijn hand houdt hij een briefje met daarop de tekst "DA MIHI ELIMO SINAM PROPTER AMOREM DEI" ("Geef me een aalmoes uit liefde voor God"), een soort vergunning om in Napels te mogen bedelen. Door de lage horizon wordt de voorname uitstraling van het doek nog versterkt. Op de achtergrond is een landschap te zien, met daarboven een weidse en oplichtende lucht. Ribera schilderde het doek aan het einde van zijn loopbaan, toen hij meer en meer afstand had genomen van Caravaggio's chiaroscuro en zich een lichtere stijl eigen had gemaakt.
De jongen met de klompvoet past uitstekend binnen de traditie om dwergen en andere mismaakte wezens te portretteren. Zowel Caravaggio als Velázquez gingen Ribera daarin voor. Tot 1870, toen het doek al in het Louvre hing, stond het bekend als De dwerg (Le nain). Ook Vlaamse schilders als Bruegel beeldden vaak mensen aan de onderkant van de samenleving af, al overheerst daar vaak het spottende element, terwijl de jongen op Ribera's schilderij zijn waardigheid volledig behoudt. Het werk kan ook beschouwd worden als een typisch product van de Contrareformatie waarin de werken van barmhartigheid als een belangrijke religieuze plicht gezien werden.

## Herkomst
- Waarschijnlijk gemaakt in opdracht van de Vlaamse koopman Ferdinand Vandeneynden, wiens dochter met een prins van Stigliano trouwde. Ook de onderkoning van Napels, Ramiro Núñez de Guzmán, wordt als eerste eigenaar genoemd. Zijn tweede echtgenote Anna Carafa Aldobrandini was prinses van Stigliano.
- in bezit van de prinsen van Stigliano, Napels.
- in bezit van Louis La Caze, een arts met een indrukwekkende kunstverzameling.
- 1869: nagelaten aan het Louvre.